# A Mountain of One
A Mountain of One ist eine britische Band, deren Stil zwischen Psychedelic Rock und Prog-Rock eingeordnet werden kann.

## Bandgeschichte
A Mountain of One wurde 2006 von den Londoner Musikern und Produzenten Zeben Jameson und Mo Morris gegründet. Der Multiinstrumentalist Jameson hat vorher als Tourmusiker mit Oasis, Tricky und The Pretenders zusammengearbeitet, während Morris als Produzent und DJ in Erscheinung trat.
2008 vereinigten sie auf dem Album Collected Works die Songs der drei zuvor veröffentlichten EPs Ride, Silver und Gold.
2009 erschien dann das von Jameson und Morris in Eigenregie produzierte Album Institute of Joy. Gemixt wurde es von Guy Massey (Spiritualized/Manic Street Preachers) and Danton Supple (Coldplay/Morrissey).
Im November 2019 teilte die Gruppe auf ihrer facebook Seite mit, dass sich A Mountain of One Anfang 2020 neu formieren, um eine neue EP zu produzieren.

## Diskografie

### Alben
- 2008: Collected Works
- 2009: Institute of Joy

### EPs
- 2007: Ride
- 2007: Silver
- 2007: Gold